# Joachim Heer

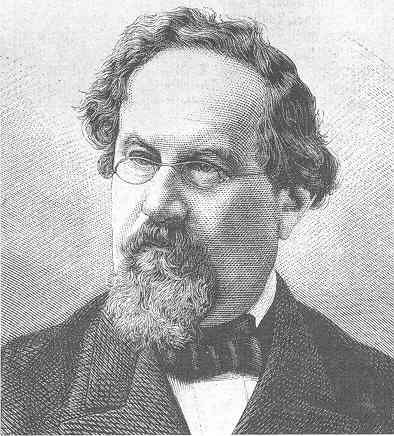
Joachim Heer

Joachim Heer (Glarus, 25 september 1825 - aldaar, 1 maart 1879) was een Zwitsers politicus.

## Biografie
Joachim Heer bezocht het gymnasium in Zürich en studeerde rechten in Zürich, Heidelberg en Berlijn. In 1846 promoveerde hij. Joachim Heer was een tegenstander van militair optreden tegen de Sonderbund, maar nam - zij het met ernstige bedenkingen - deel aan de strijd. Hij hield zich na de oorlog (1847) bezig met het burgerlijk recht. Van 1852 tot 1857 maakte hij deel uit van de Standeskommission (Stenden) en van 1857 tot 1875 was hij als vertegenwoordiger van het liberale midden Landammann van het kanton Glarus. Als lid van de Nationale Raad (tweede kamer van het federaal parlement) van 1857 tot 1875 had hij zitting in diverse commissies en trad hij op als bemiddelaar tijdens de Kulturkampf. In 1863 en van 1869-1870 was hij voorzitter van de Nationale Raad.
Van 1867 tot 1868 was hij buitengewoon gezant van Zwitserland bij de Duitse Bond.
Joachim Heer werd op 10 december 1875 in de Bondsraad gekozen. Hij bleef in de Bondsraad tot 31 december 1878. Tijdens zijn ambtstermijn in de Bondsraad beheerde hij de volgende departementen:
- Departement van Posterijen en Telegrafie (1876)
- Departement van Politieke Zaken (1877)
- Departement van Spoorwegen en Handel (1878)

Heer zette zich vooral in voor de posterijen en telegrafie en met de oplossing van de Gotthardcrisis.
Joachim Heer was in 1876 vicepresident en in 1877 bondspresident.